# Ivić Pašalić
Ivić Pašalić (Pronunciado [ǐːʋél͡ɕ paʃǎliːt͡ɕ]; nacido el 3 de noviembre de 1960) es un político croata y exmiembro prominente de la Unión Democrática Croata (HDZ).

## Educación y carrera médica
Pašalić nació en Šuica, Tomislavgrad. Asistió a la escuela secundaria en Zagreb y en 1980 ingresó a la Facultad de Medicina en la Universidad de Zagreb. Se graduó en 1986 y obtuvo su maestría en la Facultad de Medicina en la Universidad de Mostar, donde se especializó como internista.
Comenzó a trabajar como doctor en un hospital en Ivanec, donde trabajó durante dos años, después de que pasara a ser empleado en el Hospital para Enfermedades Pulmonares y Tuberculosis en Klenovnik donde también llegó a desempeñarse como director. En 1992 fue director del Hospital Penitenciario en Zagreb.

## Carrera política
Pašalić fue uno de los fundadores del HDZ en Varaždin y en Ivanec en 1989. Entre 1990 y 2002 fue parlamentario, elegido como tal durante tres periodos. Durante ese tiempo fue presidente del Comité Ejecutivo del HDZ y miembro de la presidencia del partido. Pašalić fue asesor del expresidente croata Franjo Tuđman. Fue referenciado como el segundo hombre más poderoso del país. En 1996, Pašalić fue figura clave en el esfuerzo por suprimir la Radio 101.
A finales de los años noventa, Pašalić fue blanco de una campaña de medios de comunicación que vinculaban a Miroslav Kutle, Vinko Grubišić, Ninoslav Pavić y otros. Al parecer, intrudojeron a una serie de sociedades secretas qué dieron lugar a la formación una compañía llamada "Grupo" en 1996, el cual fue influyente en la operación inicial de Nova TV, fundado en 1999.
Tras la muerte de Tuđman, la reputación e influencia de Pašalić en el HDZ fue decayendo. Después de la derrota del HDZ en las elecciones parlamentarias de 2000, en 2002 Pašalić desafió formalmente al nuevo presidente del HDZ Ivo Sanader por la jefatura del partido, pero finalmente fracasó, en una dramática convención del partido, donde políticos del partido Slavonia que incluían a Vladimir Šeks y Branimir Glavaš jugó un rol influyente en la derrota de Pašalić. El nuevo presidente del HDZ, Ivo Sanader, inició la reorganización del partido y Pašalić fue su adversario. Poco después, Pašalić renunció del HDZ. Formó su propio partido llamado Bloque croata (Hrvatski blok, "HB"). Mantuvo su cargo de parlamentario hasta finales de 2003.
En las elecciones parlamentarias de 2003, HB no ganó ningún escaño en el Parlamento. En las elecciones presidenciales de 2005, Ivić Pašalić corrió como candidato de su partido y quedó en séptimo lugar, con solo un 1.82% de los votos.

## Carrera empresarial
Pašalić es dueño de varias empresas como Kapital Konzulting y Odra Servis.